# Donja Močila
Donja Močila är en ort i Bosnien och Hercegovina.   Den ligger i entiteten Republika Srpska, i den norra delen av landet, 140 km norr om huvudstaden Sarajevo. Donja Močila ligger 84 meter över havet och antalet invånare är 249.
Terrängen runt Donja Močila är platt, och sluttar söderut. Närmaste större samhälle är Derventa, 17,3 km söder om Donja Močila. 
Omgivningarna runt Donja Močila är en mosaik av jordbruksmark och naturlig växtlighet. Runt Donja Močila är det ganska tätbefolkat, med 67 invånare per kvadratkilometer.